# Do You Want Me
Do You Want Me è un singolo del gruppo musicale svedese Da Buzz, pubblicato nel 2000 su etichetta discografica Edel Records come secondo estratto dall'album Da Buzz.

## Tracce
CD singolo
1. Do You Want Me (Radio Version) – 3:42
2. Do You Want Me (Extended Version) – 6:48

CD maxi
1. Do You Want Me (Original Version) – 3:43
2. Do You Want Me (Extended Version) – 6:48
3. Do You Want Me (Club Final Mix) – 6:20

## Classifiche

### Classifiche settimanali
| Classifica (2000) | Posizione massima |
| ----------------- | ----------------- |
| Belgio (Fiandre)  | 19                |
| Norvegia          | 7                 |
| Svezia            | 6                 |

### Classifiche di fine anno
| Classifica (2000) | Posizione |
| ----------------- | --------- |
| Svezia            | 40        |